# Simulium couverti
Simulium couverti är en tvåvingeart som först beskrevs av Rubtsov 1964.  Simulium couverti ingår i släktet Simulium och familjen knott.
Artens utbredningsområde är Italien. Inga underarter finns listade i Catalogue of Life.